# فلیکسدورف
فلیکسدورف (به آلمانی: Felixdorf) یک منطقهٔ مسکونی در اتریش است که در ناحیه وینر نوی‌اشتات-لاند واقع شده‌است. فلیکسدورف ۲٫۴۸ کیلومتر مربع مساحت دارد ۲۸۲ متر بالاتر از سطح دریا واقع شده‌است.